# Пахощі

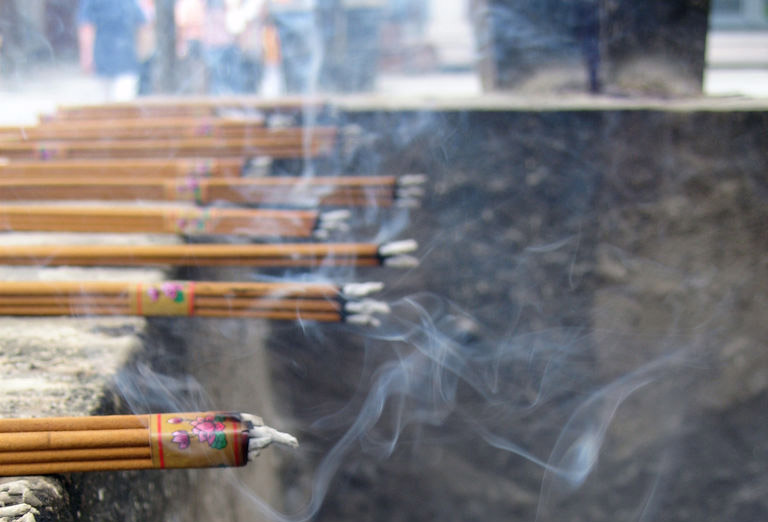

Па́хощі — група ароматних речовин, які з найдавніших часів використовують люди для лікування або оздоровлення, як парфумерний засіб, а також для відправлення релігійних ритуалів. 
До числа найдавніших пахощів належать леткі ароматні речовини (ЛАР):
- рослинного походження: нард, ладан, камфора, сандал, мирра, кіфі;
- тваринного походження: мускус, амбра, оперкулум.

Сфери використання:
- У християнстві переважно використовують ладан під час богослужінь.
- В Азії використання пахощів ширше. Наприклад, у буддизмі пахощі використовують під час медитації. Крім використання в храмах, як релігійного інструмента, традиційно використовують в будинках, як ароматизатор повітря в приміщенні або на відкритому повітрі.